# کارلوس ناوارو مونتویا
کارلوس ناوارو مونتویا (اسپانیایی: Carlos Navarro Montoya‎؛ زادهٔ ۲۶ فوریهٔ ۱۹۶۶) بازیکن فوتبال سابق دورگه کلمبیایی-آرژانتینی است که در پست دروازه‌بان بازی می‌کرد.

## باشگاهی
از باشگاه‌هایی که در آن بازی کرده‌است می‌توان به اتلتیکو ایندپندینته، بوکا جونیورز، تنریف، باشگاه فوتبال سانتا فه، باشگاه فوتبال اتلتیکو پارانائنزه، جیمناسیا لاپلاتا، ولز سارسفیلد و ولز سارسفیلد اشاره کرد.

## تیم ملی
وی همچنین در تیم ملی فوتبال کلمبیا بازی کرده‌است.